# 유곡중학교
유곡중학교(裕谷中學校)는 대한민국 울산광역시 중구 태화동에 있는 공립 중학교이다.

## 학교 연혁
- 2003년 3월 5일 : 개교
- 2003년 3월 5일 : 입학식(남, 여 24학급)
- 2017년 2월 9일 : 제12회 졸업식(남 152명, 여 145명 계 297명, 누계 졸업생 수 3,886명)
- 2023년 2월 8일 : 2022학년도 제18회 졸업식 (남 87명, 여 136명 계 223명)
- 2023년 3월 2일 : 제10대 최재석 교장 취임
- 2023년 3월 2일 : 2023학년도 제21회 입학식 (남 124명, 여 101명 계 225명)

## 참고 자료
- 유곡중학교 - 한국교육학술정보원 학교알리미